# 我亲爱的秘书
《我亲爱的秘书》是一部由True CJ Creations打造，杰迪帕·迪拉朋帕、娜琳迪帕·莎功昂格派主演的泰国职场浪漫爱情喜剧。此剧翻拍自2018年韩国电视剧《金秘书为何那样》，2025年1月24日起在TrueID播出。

## 演员阵容
- 杰迪帕·迪拉朋帕（Jes） 饰演 Theer Chonlathorn，Teeranon集团副总裁
- 娜琳迪帕·莎功昂格派（Bua） 饰演 Pream Primala
- Nitit Warayanon（Boat）饰演 Tham Chayanon
- Orn-arnin Peerachakajornpatt（Artz）
- 苏缇帕·空娜迪（Noon）
- 皮查彤·散顶腾古（Noon）饰演 Mai Ratchanok
- Nathapatsorn Simasthien（Dao）饰演 Bum Manchuporn
- Nont Intanont 饰演 Goody Phattharajarin
- Patteerat Laemluang （Sprite）饰演 Kiao Thitiwat
- 西瓦科恩·勒尔科乔特（英语：Sivakorn Lertchuchot）（Guy）
- 黛莉娜·班楚（Nancy）饰演 Fa Fadia Bilal
- 素撒·猜唷罗（Nu）
- 薇查雅彭·吉拉威宋誊功（Mean）饰演 Proud Praulada
- Pinyada Sarinwarada 饰演 Ginny Jinatta